# Đuôi chồn pierre
Đuôi chồn pierre (danh pháp: Uraria pierrei) là một loài thực vật có hoa trong họ Đậu. Loài này được Schindl. miêu tả khoa học đầu tiên.